# Melodifestivalen 2021
Das Melodifestivalen 2021 war der schwedische Vorentscheid für den Eurovision Song Contest 2021 in Rotterdam (Niederlande). Es war die 61. Ausgabe des von der öffentlich-rechtlichen Fernsehgesellschaft Sveriges Television (SVT) veranstalteten Wettbewerbs. Tusse gewann mit dem Lied Voices.

## Format

### Konzept

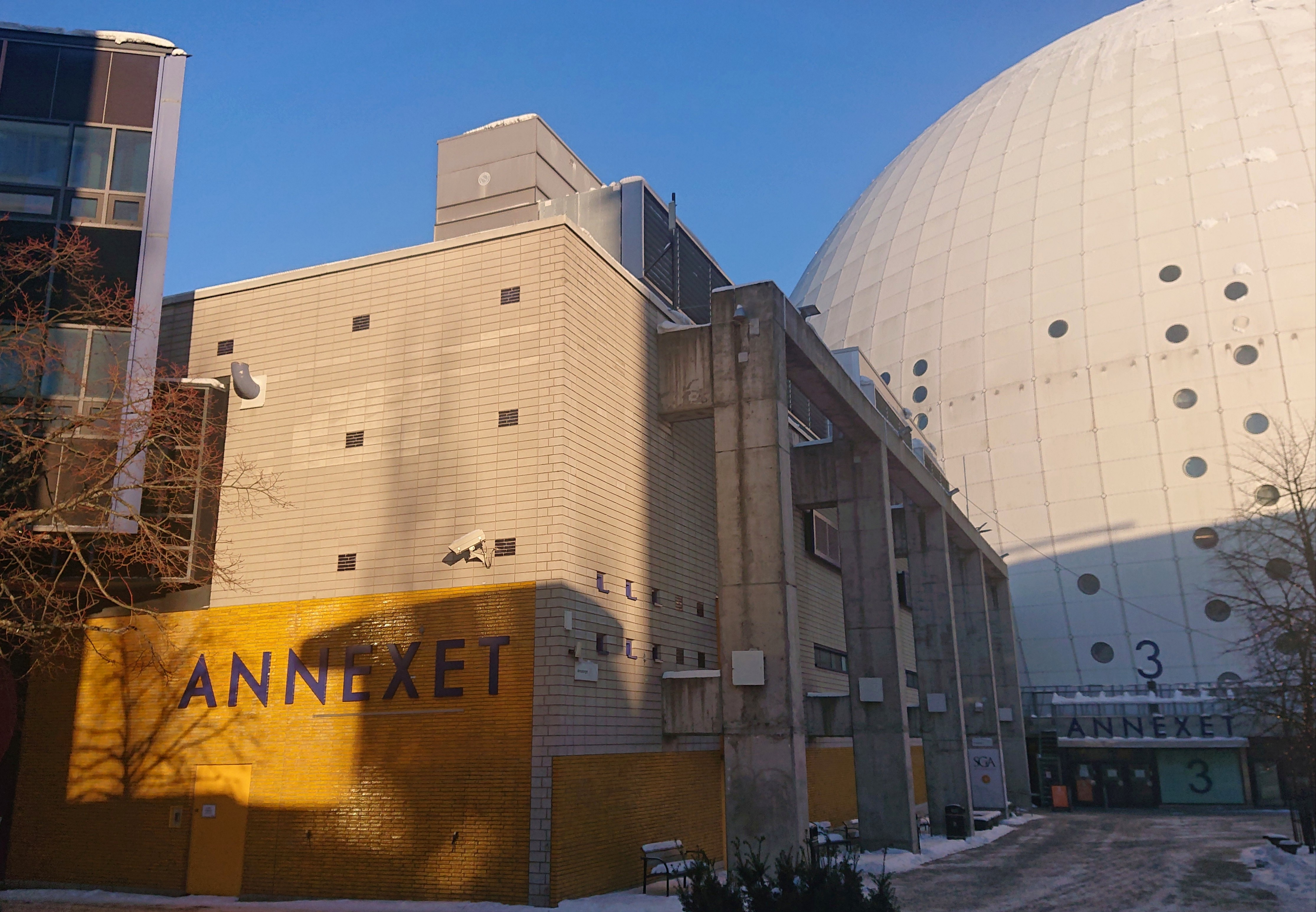
Annexet

Es traten 28 Beiträge an, die auf vier Halbfinals verteilt werden, sodass jeweils sieben Beiträge pro Halbfinale vorgestellt wurden. Die Zuschauer entschieden in zwei Abstimmungsrunden, wer sich für das Finale qualifizierte und wer in der Andra Chansen (dt.: Zweite Chance) nochmals antreten durfte. In jedem Halbfinale qualifizierten sich die ersten beiden Beiträge mit den meisten Zuschauerstimmen direkt für das Finale. Diejenigen Beiträge, die Platz drei und vier belegten, traten ein zweites Mal in der Sendung Andra Chansen auf. Dort traten die Kandidaten dann in Duellen gegeneinander an und wer die meisten Zuschauerstimmen auf sich vereinigen konnte, qualifizierte sich für das Finale. Im Finale traten dann zwölf Interpreten auf.
Am 5. Oktober 2020 gab Anette Helenius, Projektmanagerin vom Melodifestivalen, neben den Daten des Wettbewerbes 2021, bekannt, dass es 2021 keine Tour durch Schweden geben wird. Es wird das erste Mal seit 2001 sein, dass Melodifestivalen nur an einem Ort stattfindet. Denn alle sechs Sendungen werden 2021 live aus Stockholm gesendet werden. Grund dafür ist, dass zum momentanen Zeitpunkt in Schweden wegen der COVID-19-Pandemie nur Veranstaltungen mit bis zu 50 Personen zugelassen sind. Selbst wenn die Einschränkungen 2021 gelockert werden sollten, wäre der planerische und logistische Aufwand sowie das finanzielle Risiko für die verschiedenen Austragungsorte zu hoch. So wollte SVT die Sendung zwar nicht aus einem TV-Studio senden, aber auch keine große Arena mit leeren Sitzen haben. Favorit auf die Ausrichtung waren laut der Zeitung Aftonbladet die NEP Studios, wo auch die Sendung Idol seit 2020 gesendet wird.
Am 30. November 2020 bestätigte SVT, dass alle sechs Sendungen aus der 3500 Zuschauer fassenden Konzerthalle Annexet gesendet werden.
Zum Produktionsteam gehören 2021 mindestens Karin Gunnarsson (Produzentin) und Christer Björkman (stellvertretender Produzent), der 2021 sein letztes Melodifestivalen betreut.
2019 wurde ein neues Abstimmungssystem eingeführt, das 2021 auch wieder eingesetzt werden wird.
| Altersgruppen:                                                                                        |
|  3–9 Jahre  10–15 Jahre  16–29 Jahre  30–44 Jahre  45–59 Jahre  60–74 Jahre  ab 75 Jahren  Televoting |

Im Halbfinale können dann je Gruppe 12, 10, 8, 6, 4, 2 und 1 Punkt/e verteilt werden. Im Finale kann dann jede Gruppe 12, 10, 8, 7, 6, 5, 4, 3, 2 und 1 Punkte/e verteilen. Um ein ausgeglichenes Verhältnis zu den internationalen Jurys im Finale zu schaffen, wird deren Anzahl von 11 auf 8 reduziert. Auch je internationale Jury wird 12, 10, 8, 7, 6, 5, 4, 3, 2 und 1 Punkt/e verteilt. In der Sendung Andra Chansen kann dann jede Gruppe einen Punkt an ihren Favoriten verteilen. Der Interpret mit den meisten Punkten pro Duell qualifiziert sich für das Finale. Bei Gleichstand siegt der Interpret mit den meisten Gesamtstimmen. So bleibt das System bestehen, dass im Halbfinale und in der Andra Chansen-Runde die Zuschauer das Ergebnis festlegen und im Finale zu 50 % die Zuschauer und zu 50 % eine internationale Jury den Sieger entscheiden.

### Sendungen
Erstmals seit 2001 findet das Melodifestivalen 2021 wegen der COVID-19-Einschränkungen wieder nur an einem Ort in Stockholm statt. Trotz einer Verlegung sei eine Show in der Größenordnung der vergangenen Jahre geplant. Die sechs Sendungen werden 2021 aus dem Annexet gesendet, einer Konzerthalle in der Globen City, die bis zu 3500 Zuschauer fassen kann. Trotzdem werden alle Sendungen ohne Publikum stattfinden.
| Sendung       | Sendedatum       | Stadt     | Austragungsort | Zuschauer (Gesamt) | Zuschauer (SVT1) | Zuschauer (SVT Play) | Marktanteil | Zuschauerstimmen (Televoting & App) | Anzahl der Votings |
| ------------- | ---------------- | --------- | -------------- | ------------------ | ---------------- | -------------------- | ----------- | ----------------------------------- | ------------------ |
| Deltävling 1  | 06. Februar 2021 | Stockholm | Annexet        | –                  | 3.230.000        | –                    | 74,9 %      | 7.824.951                           | 628.624            |
| Deltävling 2  | 13. Februar 2021 | Stockholm | Annexet        | 3.104.639          | 2.913.000        | 191.639              | 72,7 %      | 7.471.451                           | 581.410            |
| Deltävling 3  | 20. Februar 2021 | Stockholm | Annexet        | 3.401.645          | 3.188.000        | 213.645              | 75,2 %      | 8.002.967                           | 647.000            |
| Deltävling 4  | 27. Februar 2021 | Stockholm | Annexet        | –                  | 2.953.000        | –                    | 73,5 %      | 6.957.584                           | 565.705            |
| Andra Chansen | 06. März 2021    | Stockholm | Annexet        | –                  | 2.732.000        | –                    | 73,5 %      | 9.159.642                           | 632.883            |
| Finalen       | 13. März 2021    | Stockholm | Annexet        |                    | 3.625.000        |                      | 81,1 %      | 16.752.439                          | 1.159.881          |
| Gesamt        | Gesamt           | Gesamt    | Gesamt         |                    |                  |                      |             | 56.169.034                          | 4.215.503          |

### Moderation
Am 5. Januar 2021 gab SVT bekannt, dass 2021 verschiedene Moderatoren zum Einsatz kommen werden, ähnlich wie zuletzt 2016. Demnach wird Christer Björkman, Produzent des Melodifestivalens, alle Sendungen als Moderator fungieren. In jeder Sendung kommen zu ihm allerdings ein oder zwei Co-Moderatoren. Im ersten Halbfinale tritt die Sängerin Lena Philipsson als Co-Moderatorin auf. Philipsson moderierte bereits 2000, 2003 und 2006 die Sendung. Darüber hinaus nahm sie bereits vier Mal selber als Sängerin teil (1986, 1987, 1988, 2004) und ging 2004 sogar als Siegerin hervor. Im zweiten Halbfinale werden die Sänger Oscar Zia und Anis Don Demina als Co-Moderatoren fungieren. Zia nahm 2013 als Hintergrundsänger teil und trat 2014 sowie 2016 selbst als Solokünstler in Erscheinung. Anis Don Demina nahm zwischen 2018 und 2020 jedes Jahr teil. 2018 trat er als Saxophon-Spieler für Samir & Viktor auf, 2019 nahm er zusammen mit der Sängerin Zeana teil und 2020 nahm er als Solokünstler teil. Im dritten Halbfinale soll der Liedermacher und Sänger Jason Diakité, auch bekannt als Timbuktu, als Co-Moderator auftreten. Im vierten Halbfinale sollen der Komedian Per Andersson sowie die Sängerin Pernilla Wahlgren als Co-Moderator und Co-Moderatorin fungieren. Andersson selbst steuerte in der Vergangenheit bereits einige Intervalacts beim Melodifestivalen bei, während Wahlgren einige Teilnahmen beim Melodifestivalen aufweisen kann. In der Sendung Andra Chansen soll die Sängerin Shirley Clamp als Co-Moderatorin fungieren. Clamp nahm bereits sechs Mal (2003, 2004, 2005, 2009, 2011, 2014) am Melodifestivalen teil, fünf Mal davon als Solokünstlerin und im Jahre 2011 als Teil der Gruppe Shirley’s Angels. Im Finale sollen dann der Sänger Måns Zelmerlöw und die Schauspielerin, Moderatorin, Liedermacherin und Sängerin Shima Niavarani an der Seite Björkamans moderieren. Zelmerlöw nahm bereits 2007, 2009 und 2015 teil und ging 2015 als Sieger hervor. Ebenso moderierte er bereits das Melodifestivalen 2010 zusammen mit Dolph Lundgren und Christine Meltzer.

### Beitragswahl
Vom 24. August bis zum 13. September 2020, 11:59 Uhr hatten Komponisten die Gelegenheit, einen Beitrag beim schwedischen Fernsehen SVT einzureichen. Von diesen werden 28 Beiträge ausgewählt. Die Auswahl erfolgt nach folgendem Auswahlprozess:
- 14 Beiträge werden aus allen eingereichten Beiträgen ausgewählt.
- 13 Beiträge werden auf Einladung von SVT ausgewählt.
- Der Gewinner des P4 Nästa 2020 erhält einen Startplatz für das Melodifestivalen 2021.

Wie in den Vorjahren mussten mindestens 50 % aller Beiträge von weiblichen Komponistinnen mitgeschrieben werden. Für 2022 kündigte SVT eine weitere Regeländerung an: Demnach sollen an Beiträgen, die von mehr als einem Autor geschrieben worden sind, mindestens eine weibliche Komponistin oder Texterin beteiligt sein.
Am 17. September 2020 gab SVT bekannt, dass sie insgesamt 2747 Lieder erhalten haben. Das sind 200 mehr als 2020 und die höchste Anzahl an Liedern seit 2018. Am 28. September 2020 bestätigte SVT, dass sie die ersten 14 Lieder aus den über 2700 Einsendungen ausgewählt haben. Die restlichen 14 werden nun über Plattenfirmen ausgewählt bzw. eingereicht.

## P4 Nästa 2020
Vom 1. März bis 1. April 2020 um 12:00 Uhr (MESZ) hatten Komponisten die Gelegenheit, einen Beitrag beim schwedischen Radio Sveriges Radio (SR) einzureichen. Jede P4 Lokalstation wählt zwischen Mai und Juli 2020 in einem lokalen Selektionsprozess einen Kandidaten aus. Sveriges Radio wird eine Jury zusammenstellen, die aus allen Gewinnern acht Interpreten auswählt, die am Finale des P4 Nästa am 12. September 2020 teilnehmen werden. Etwa 1.150 Beiträge sind nach Angaben von Sveriges Radio eingereicht worden. Am 17. August 2020 wurden Titti Schultz und Josefin Johansson als Moderatorinnen vorgestellt.

### Lokale Vorentscheidungen
Ab Mitte Mai 2020 veranstalteten die Lokalradiostationen von P4 eigene lokale Vorentscheidungen. P4 Västernorrland oder P4 Jämtland wählten traditionsgemäß als erste Lokalradiostation ihren Beitrag aus, P4 Blekinge wählte als letzte Radiostation Ende Juli 2020 den letzten der 25 Beiträge aus. In jedem lokalen Vorentscheid traten fünf Interpreten mit einem eigenen Lied gegeneinander an. Eine Jury und die Zuschauer bestimmte den Gewinner zur Hälfte. Die Zuschauerabstimmung erfolgte per SMS drei Wochen vor dem jeweiligen Finale bis zum Finale selbst. Jeder Zuschauer konnte bis zu zehn Mal abstimmen. Bei einem Gleichstand entschieden die Zuschauer mit ihrem Voting über den Gewinner.
Aufgrund der COVID-19-Pandemie fanden die Sendungen ohne Zuschauer statt.
| Interpret                      | Lied Musik (M) und Text (T)                                                          | Sprache    | Übersetzung (Inoffiziell) | P4 Nästa 2020        | P4 Nästa 2020 | P4 Nästa 2020                                                |
| Interpret                      | Lied Musik (M) und Text (T)                                                          | Sprache    | Übersetzung (Inoffiziell) | Lokalradiostation P4 | Datum         | Austragungsort                                               |
| ------------------------------ | ------------------------------------------------------------------------------------ | ---------- | ------------------------- | -------------------- | ------------- | ------------------------------------------------------------ |
| Linnea Andersson               | Lights On Life M/T: Ditte Lindbom                                                    | Englisch   | Lichter im Leben          | P4 Blekinge          | 17. Juli 2020 | Keine Austragung vor Publikum aufgrund der COVID-19-Pandemie |
| Fanny Wedmark                  | Free M/T: Martin Engström                                                            | Englisch   | Frei                      | P4 Dalarna           | 5. Juni 2020  | Keine Austragung vor Publikum aufgrund der COVID-19-Pandemie |
| Julia Pärssinen                | Talked In Whispers M/T: Mikael Brun Gunnerås, Torbjörn Åhström                       | Englisch   | Flüsterte                 | P4 Gävleborg         | 12. Juni 2020 | Keine Austragung vor Publikum aufgrund der COVID-19-Pandemie |
| Maja and the Missing Orchestra | The Promiscuous Sally                                                                | Englisch   | Die promiskuitive Sally   | P4 Göteborg          | 10. Juni 2020 | Keine Austragung vor Publikum aufgrund der COVID-19-Pandemie |
| Moon and Moonshine             | Stolen Gold M/T: Erik Nehro                                                          | Englisch   | Gestohlenes Gold          | P4 Gotland           | 17. Juni 2020 | Keine Austragung vor Publikum aufgrund der COVID-19-Pandemie |
| Canvas                         | Tjugo år M/T: Anton Wernebäck, David Andersson, Ludvig Wernebäck, Erik Jönne         | Schwedisch | 20 Jahre                  | P4 Halland           | 28. Mai 2020  | Keine Austragung vor Publikum aufgrund der COVID-19-Pandemie |
| Amskøld                        | Standby M/T: Rikard Amsköld, Jonathan Bellini, Ebba Carlberg                         | Englisch   | Bleib                     | P4 Jämtland          | 22. Mai 2020  | Keine Austragung vor Publikum aufgrund der COVID-19-Pandemie |
| Henna Lacabann                 | Slå hål i mörkret M/T: Johannes Häger                                                | Schwedisch | Löcher im Dunkeln         | P4 Jönköping         | 28. Mai 2020  | Keine Austragung vor Publikum aufgrund der COVID-19-Pandemie |
| Lisa Blixt                     | Everywhere You Go M: Lisa Blixt, Johan Mauritzson; T: Johan Mauritzson               | Englisch   | Überall, wo du hingehst   | P4 Kalmar            | 1. Juni 2020  | Keine Austragung vor Publikum aufgrund der COVID-19-Pandemie |
| Carita Boronska                | All Along M/T: Carita Boronska                                                       | Englisch   | Die ganze Zeit            | P4 Kristianstad      | 4. Juni 2020  | Keine Austragung vor Publikum aufgrund der COVID-19-Pandemie |
| Agnes Rehn                     | Goodbye M/T: Andrée Theander, Joel Wessman                                           | Englisch   | Auf Wiedersehen           | P4 Kronoberg         | 5. Juni 2020  | Keine Austragung vor Publikum aufgrund der COVID-19-Pandemie |
| Hilde & Erik                   | Som det är M: Hilde Schotte, Erik Lundahl, Henric Pierroff; T: Hilde Schotte         | Schwedisch | Wie es ist                | P4 Malmöhus          | 29. Mai 2020  | Keine Austragung vor Publikum aufgrund der COVID-19-Pandemie |
| The Chickpeas Band             | Montreal M/T: Elin Grunditz, Emil Kårén, Lina Larsdotter Åström                      | Englisch   | Montreal                  | P4 Norrbotten        | 10. Juni 2020 | Keine Austragung vor Publikum aufgrund der COVID-19-Pandemie |
| Felicia Bell                   | Målar om M/T: Felicia Bellström, Joel Neander                                        | Schwedisch | Darüber malen             | P4 Örebro            | 4. Juni 2020  | Keine Austragung vor Publikum aufgrund der COVID-19-Pandemie |
| Julian Lidberg                 | I Need You M/T: Julian Lidberg                                                       | Englisch   | Ich brauche dich          | P4 Östergötland      | 5. Juni 2020  | Keine Austragung vor Publikum aufgrund der COVID-19-Pandemie |
| Surfing The Orbit              | Mother Earth M/T: Robin Lundahl                                                      | Englisch   | Mutter Erde               | P4 Sjuhärad          | 12. Juni 2020 | Keine Austragung vor Publikum aufgrund der COVID-19-Pandemie |
| Alicia Jern                    | Friendzone M/T: Alicia Jern, Anthon Axelsson, Edvard Sandquist                       | Englisch   | Friendzone                | P4 Skaraborg         | 20. Mai 2020  | Keine Austragung vor Publikum aufgrund der COVID-19-Pandemie |
| Julia Alfrida                  | Dark Doom M/T: Oliver Björkvall, Nadia Hjelt, Julia Alfrida Ridderdal, Josefin Sirén | Englisch   | Dunkler Untergang         | P4 Stockholm         | 5. Juni 2020  | Keine Austragung vor Publikum aufgrund der COVID-19-Pandemie |
| Linnéa Lindgren                | Gå morgon M/T: Linnéa Lindgren, Gustav Andersson, Ebba Lindgren                      | Schwedisch | Geh morgen                | P4 Sörmland          | 29. Mai 2020  | Keine Austragung vor Publikum aufgrund der COVID-19-Pandemie |
| Markus Hakim                   | Capulet M/T: Markus Hakim                                                            | Schwedisch | –                         | P4 Uppland           | 26. Mai 2020  | Keine Austragung vor Publikum aufgrund der COVID-19-Pandemie |
| Northlight                     | Equally Different M/T: Victor Bergh, Per Ersund, Fredrik Andersson, Johan Köhler     | Englisch   | Ebenso anders             | P4 Värmland          | 5. Juni 2020  | Keine Austragung vor Publikum aufgrund der COVID-19-Pandemie |
| Human and I                    | Here and Now M/T: Eric Klintenberg                                                   | Englisch   | Hier und jetzt            | P4 Väst              | 15. Juni 2020 | Keine Austragung vor Publikum aufgrund der COVID-19-Pandemie |
| Från Mars                      | Hej KP M/T: Alexander Söderlund, Edvin Berggren, Joel Gerhardsson, Sandra Lindfors   | Schwedisch | Hallo KP                  | P4 Västerbotten      | 17. Juni 2020 | Keine Austragung vor Publikum aufgrund der COVID-19-Pandemie |
| Nina Bring                     | Nära M/T: Olivia Wessman, Filip Jonsson, Nina Bring, Axel Ragnarsson                 | Schwedisch | Schließen                 | P4 Västernorrland    | 28. Mai 2020  | Keine Austragung vor Publikum aufgrund der COVID-19-Pandemie |
| Sanna feat. Re:bond            | Aldrig Det M/T: Kristoffer Toth, Sanna Toth, Carl Spång                              | Schwedisch | Niemals                   | P4 Västmanland       | 26. Juni 2020 | Keine Austragung vor Publikum aufgrund der COVID-19-Pandemie |

### Finale
In der ersten Runde präsentieren alle acht Interpreten ihre Lieder. In der anschließenden Abstimmungsphase stimmen eine Jury und die Zuschauer zu gleichen Teilen ab.
Die Jury bestand aus der P4-Musikredakteuren Germund Stenhag und Rita Jernquist, der Produzentin des Melodifestivalen Karin Gunnarsson, dem Programmdirektor Michael Cederberg und dem Juryvorsitzenden Maths Broborg. Die Jury entschied sich Julia Alfrida einen Startplatz im Melodifestivalen zu geben.
| Platz | Startnr. | Interpret           | Lied Musik (M) und Text (T)                                                          | Sprache    | Übersetzung (Inoffiziell) | Lokalradiostation P4 | Jury Platz |
| ----- | -------- | ------------------- | ------------------------------------------------------------------------------------ | ---------- | ------------------------- | -------------------- | ---------- |
| 1.    | 6        | Hilde & Erik        | Som det är M: Hilde Schotte, Erik Lundahl, Henric Pierroff; T: Hilde Schotte         | Schwedisch | Wie es ist                | P4 Malmöhus          | 3.         |
| 2.    | 1        | Alicia Jern         | Friendzone M/T: Alicia Jern, Anthon Axelsson, Edvard Sandquist                       | Englisch   | Friendzone                | P4 Skaraborg         | 5.         |
| 3.    | 3        | Amskøld             | Standby M/T: Rikard Amsköld, Jonathan Bellini, Ebba Carlberg                         | Englisch   | Bleib                     | P4 Jämtland          | 2.         |
| 4.    | 4        | Nina Bring          | Nära M/T: Olivia Wessman, Filip Jonsson, Nina Bring, Axel Ragnarsson                 | Schwedisch | Schließen                 | P4 Västernorrland    | 1.         |
| 5.    | 5        | Northlight          | Equally Different M/T: Victor Bergh, Per Ersund, Fredrik Andersson, Johan Köhler     | Englisch   | Ebenso anders             | P4 Värmland          | 4.         |
| 6.    | 7        | Julia Alfrida       | Dark Doom M/T: Oliver Björkvall, Nadia Hjelt, Julia Alfrida Ridderdal, Josefin Sirén | Englisch   | Dunkler Untergang         | P4 Stockholm         | 6.         |
| 7.    | 2        | Sanna feat. Re:bond | Aldrig Det M/T: Kristoffer Toth, Sanna Toth, Carl Spång                              | Schwedisch | Niemals                   | P4 Västmanland       | 7.         |
| 8.    | 8        | Agnes Rehn          | Goodbye M/T: Andrée Theander, Joel Wessman                                           | Englisch   | Auf Wiedersehen           | P4 Kronoberg         | 8.         |

## Teilnehmer
Am 30. November 2020 hatte SVT bekannt gegeben, dass die 28 teilnehmenden Beiträge für 2021 nicht, wie dies seit 2016 der Fall war, an einem Tag innerhalb einer Pressekonferenz präsentiert werden. Stattdessen wurden am Dienstag, den 1. Dezember 2020 die ersten neun Interpreten inklusive ihrer Liedtitel und Autoren über den offiziellen Instagram-Account präsentiert. Von 7 bis 15 Uhr (MEZ) wurde jede Stunde ein Interpret der Öffentlichkeit präsentiert. Neun weitere Interpreten wurden am darauffolgenden Tag, den 2. Dezember 2020, im gleichen Zeitfenster präsentiert. Die zehn verbleibenden Interpreten wurden am Donnerstag, den 3. Dezember 2020 von 7 bis 16 Uhr (MEZ) präsentiert. Es war das erste Mal seit 2015, dass die Beiträge über mehr als einen Tag präsentiert wurden.
Die genaue Verteilung der Interpreten auf die Halbfinale fand am 13. Januar 2021 statt.
Die Komponisten Jimmy „Joker“ Thörnfeldt sowie Bobby Ljunggren waren beide mit fünf Beiträgen am Wettbewerb beteiligt, so oft wie keine anderen Komponisten in diesem Jahr.

### Zurückkehrende Interpreten
Von den 28 Interpreten waren 15 Rückkehrer zum Wettbewerb, wobei Ralf Gyllenhammar, der 2013 als Solointerpret antrat, 2021 als Bandmitglied zurückkehrte. Danny Saucedo nahm zum bereits vierten Mal am Melodifestivalen teil. Darüber hinaus trat er beim Melodifestivalen 2013 als Moderator zusammen mit Gina Dirawi in Erscheinung. Auch Eric Saade nahm zum vierten Mal am Melodifestivalen teil. Er ist der Sieger des Melodifestivalen 2011. Zudem moderierte er 2019 zusammen mit Sarah Dawn Finer, Marika Carlsson und Kodjo Akolor das Melodifestivalen.
Mit Charlotte Perrelli nahm eine zweimalige Siegerin des Melodifestivalen teil. Auch Arvingarna, The Mamas und Jessica Andersson kehrten als ehemalige Sieger zurück.
| Interpret                                        | Vorheriges Teilnahmejahr                                           |
| ------------------------------------------------ | ------------------------------------------------------------------ |
| Alvaro Estrella                                  | 2014, 2020 (zusammen mit Méndez)                                   |
| Anton Ewald                                      | 2013, 2014                                                         |
| Arvingarna                                       | 1993, 1995, 1999, 2002, 2019                                       |
| Charlotte Perrelli                               | 1999, 2008, 2012, 2017                                             |
| Danny Saucedo                                    | 2009 (als Teil der Gruppe E.M.D.), 2011, 2012                      |
| Dotter                                           | 2018, 2020                                                         |
| Elisa                                            | 2014                                                               |
| Eric Saade                                       | 2010, 2011, 2015                                                   |
| Eva Rydberg                                      | 1977                                                               |
| Jessica Andersson                                | 2003 & 2004 (als Teil des Duos Fame), 2006, 2007, 2010, 2015, 2018 |
| Klara Hammarström                                | 2020                                                               |
| Paul Rey                                         | 2020                                                               |
| Ralf Gyllenhammar (als Teil der Gruppe Mustasch) | 2013                                                               |
| Tess Merkel                                      | 2003, 2005, 2009, 2010, 2014 (alle als Teil der Gruppe Alcazar)    |
| The Mamas                                        | 2019 (als Begleitgesang für John Lundvik), 2020                    |

*Fett-markierte Teilnahmejahre stehen für Sieger des Melodifestivalen.

## Halbfinale

### Erstes Halbfinale
Das erste Halbfinale (Deltävling 1) fand am 6. Februar 2021 um 20:00 Uhr (MEZ) im Annext in Stockholm statt. Christer Björkman und Lena Philipsson führten gemeinsam durch die Sendung. Lena Philipsson eröffnete das erste Halbfinale mit ihrem Lied Lära så länge man lever.
Danny Saucedo qualifizierte sich bei seiner dritten Teilnahme wieder direkt für das Finale. Dies gelang vor ihm nur acht weitere Interpreten. Mit der Band Arvingarna und deren Lied Tänker inte alls gå hem haben sich erstmals seit 2007 zwei schwedischsprachige Beiträge direkt für das Finale qualifiziert. 3.230.000 Zuschauer verfolgten das erste Halbfinale und damit etwa 395.000 Zuschauer mehr als im Vorjahr. 628.624 Zuschauer stimmten im ersten Halbfinale ab. Dies war bis dato die höchste jemals gemessene Zahl an Zuschauern, die sich an der Abstimmung in einem Halbfinale beteiligten. Dieser Rekord wurde im dritten Halbfinale noch einmal überboten.
| Platz | Startnr. | Interpret         | Lied Musik (M) und Text (T)                                                                     | Sprache              | Übersetzung (Inoffiziell)                         | Zuschauerstimmen (Televoting & App) | Zuschauerstimmen (Televoting & App) | Zuschauerstimmen (Televoting & App) |
| Platz | Startnr. | Interpret         | Lied Musik (M) und Text (T)                                                                     | Sprache              | Übersetzung (Inoffiziell)                         | Stimmen                             | %                                   | Punkte                              |
| ----- | -------- | ----------------- | ----------------------------------------------------------------------------------------------- | -------------------- | ------------------------------------------------- | ----------------------------------- | ----------------------------------- | ----------------------------------- |
| 1.    | 7        | Danny Saucedo     | Dandi Dansa M/T: Danny Saucedo, Karl-Johan Råsmark                                              | Schwedisch, Englisch | Dandi tanzt                                       | 1.377.663                           | 17,61 %                             | 78                                  |
| 2.    | 5        | Arvingarna        | Tänker inte alls gå hem M/T: Stefan Brunzell, Nanne Grönvall, Thomas G:son, Bobby Ljunggren     | Schwedisch           | Ich habe überhaupt nicht vor, nach Hause zu gehen | 1.190.449                           | 15,21 %                             | 72                                  |
| 3.    | 4        | Paul Rey          | The Missing Piece M/T: Fredrik Sonefors, Laurell Barker, Paul Rey                               | Englisch             | Das fehlende Stück                                | 1.239.146                           | 15,84 %                             | 68                                  |
| 4.    | 2        | Lillasyster       | Pretender M/T: Isak Hallén, Jakob Retter, Martin Westerstrand, Ian Paolo Lira, Palle Hammarlund | Englisch             | Heuchler                                          | 1.159.154                           | 14,81 %                             | 48                                  |
| 5.    | 3        | Jessica Andersson | Horizon M/T: David Kreuger, Fredrik Kempe, Marcus Lindén, Christian Homström                    | Englisch             | Horizont                                          | 1.065.794                           | 13,62 %                             | 38                                  |
| 6.    | 1        | Kadiatou          | One Touch M/T: Joy Deb, Linnea Deb, Jimmy „Joker“ Thörnfeldt, Anderz Wrethov                    | Englisch             | Eine Berührung                                    | 0967.331                            | 12,36 %                             | 29                                  |
| 7.    | 6        | Nathalie Brydolf  | Fingerprints M/T: Andreas Stone Johansson, Etta Zelmani, Laurell Barker, Anna-Klara Folin       | Englisch             | Fingerabdrücke                                    | 0825.414                            | 10,55 %                             | 11                                  |

 Kandidat hat sich für das Finale qualifiziert.
 Kandidat hat sich für die Andra Chansen qualifiziert.
| Startnr. | Interpret         | 3–9 Jahre | 3–9 Jahre | 10–15 Jahre | 10–15 Jahre | 16–29 Jahre | 16–29 Jahre | 30–44 Jahre | 30–44 Jahre | 45–59 Jahre | 45–59 Jahre | 60–74 Jahre | 60–74 Jahre | ab 75 Jahren | ab 75 Jahren | Televoting | Televoting | Gesamt |
| Startnr. | Interpret         | Platz     | Punkte    | Platz       | Punkte      | Platz       | Punkte      | Platz       | Punkte      | Platz       | Punkte      | Platz       | Punkte      | Platz        | Punkte       | Platz      | Punkte     | Gesamt |
| -------- | ----------------- | --------- | --------- | ----------- | ----------- | ----------- | ----------- | ----------- | ----------- | ----------- | ----------- | ----------- | ----------- | ------------ | ------------ | ---------- | ---------- | ------ |
| 1        | Kadiatou          | 2.        | 10        | 3.          | 8           | 4.          | 5           | 6.          | 2           | 7.          | 1           | 7.          | 1           | 6.           | 2            | 7.         | 1          | 29     |
| 2        | Lillasyster       | 6.        | 2         | 6.          | 2           | 3.          | 8           | 1.          | 12          | 4.          | 6           | 5.          | 4           | 5.           | 4            | 2.         | 10         | 48     |
| 3        | Jessica Andersson | 5.        | 4         | 5.          | 4           | 6.          | 2           | 5.          | 4           | 5.          | 4           | 3.          | 8           | 3.           | 8            | 5.         | 4          | 38     |
| 4        | Paul Rey          | 1.        | 12        | 1.          | 12          | 2.          | 10          | 8.          | 3           | 8.          | 3           | 6.          | 4           | 6.           | 4            | 6.         | 4          | 68     |
| 5        | Arvingarna        | 3.        | 8         | 4.          | 6           | 4.          | 6           | 2.          | 10          | 1.          | 12          | 1.          | 12          | 1.           | 12           | 1.         | 12         | 72     |
| 6        | Nathalie Brydolf  | 7.        | 1         | 7.          | 1           | 7.          | 1           | 7.          | 1           | 6.          | 2           | 6.          | 2           | 7.           | 1            | 6.         | 2          | 11     |
| 7        | Danny Saucedo     | 4.        | 6         | 2.          | 10          | 1.          | 12          | 2.          | 10          | 1.          | 12          | 2.          | 10          | 2.           | 10           | 3.         | 8          | 78     |

### Zweites Halbfinale
Das zweite Halbfinale (Deltävling 2) fand am 13. Februar 2021 um 20:00 Uhr (MEZ) im Annext in Stockholm statt. 2.972.000 Zuschauer verfolgten das zweite Halbfinale, 581.410 Zuschauer stimmten ab.
| Platz | Startnr. | Interpret              | Lied Musik (M) und Text (T)                                                                        | Sprache    | Übersetzung (Inoffiziell)     | Zuschauerstimmen (Televoting & App) | Zuschauerstimmen (Televoting & App) | Zuschauerstimmen (Televoting & App) |
| Platz | Startnr. | Interpret              | Lied Musik (M) und Text (T)                                                                        | Sprache    | Übersetzung (Inoffiziell)     | Stimmen                             | %                                   | Punkte                              |
| ----- | -------- | ---------------------- | -------------------------------------------------------------------------------------------------- | ---------- | ----------------------------- | ----------------------------------- | ----------------------------------- | ----------------------------------- |
| 1.    | 7        | Dotter                 | Little Tot M/T: Johanna „Dotter“ Jansson, Dino Medanhodzic                                         | Englisch   | Kleiner Kerl                  | 1.464.262                           | 19,60 %                             | 92                                  |
| 2.    | 1        | Anton Ewald            | New Religion M/T: Jonas Wallin, Joe Killington, Anton Ewald, Maja Strömstedt                       | Englisch   | Neue Religion                 | 1.218.312                           | 16,31 %                             | 68                                  |
| 3.    | 5        | Eva Rydberg & Ewa Roos | Rena rama ding dong M/T: Gran Sparrdahl, Kalle Rydberg, Ari Lehtonen                               | Schwedisch | Ein einziges wahres Ding Dong | 0997.947                            | 13,36 %                             | 47                                  |
| 4.    | 4        | Frida Green            | The Silence M/T: Anna Bergendahl, Bobby Ljunggren, David Lindgren Zacharias, Joy Deb               | Englisch   | Die Stille                    | 1.028.299                           | 13,76 %                             | 47                                  |
| 5.    | 6        | Patrik Jean            | Tears Run Dry M/T: Herman Gardarfve, Patrik Jean, Melanie Wehbe                                    | Englisch   | Tränen werden trocknen        | 1.049.434                           | 14,05 %                             | 44                                  |
| 6.    | 3        | WAHL feat. SAMI        | 90-talet M/T: Sami Rekik, Christopher Wahlberg, Josefin Glenmark, Jesper Welander, Andreas Larsson | Schwedisch | 90er Jahre                    | 0961.160                            | 12,87 %                             | 30                                  |
| 7.    | 2        | Julia Alfrida          | Rich M/T: Julia Alfrida, Jimmy Jansson, Melanie Wehbe                                              | Englisch   | Reich                         | 0751.337                            | 10,06 %                             | 11                                  |

 Kandidat hat sich für das Finale qualifiziert.
 Kandidat hat sich für die Andra Chansen qualifiziert.
| Startnr. | Interpret              | 3–9 Jahre | 3–9 Jahre | 10–15 Jahre | 10–15 Jahre | 16–29 Jahre | 16–29 Jahre | 30–44 Jahre | 30–44 Jahre | 45–59 Jahre | 45–59 Jahre | 60–74 Jahre | 60–74 Jahre | ab 75 Jahren | ab 75 Jahren | Televoting | Televoting | Gesamt |
| Startnr. | Interpret              | Platz     | Punkte    | Platz       | Punkte      | Platz       | Punkte      | Platz       | Punkte      | Platz       | Punkte      | Platz       | Punkte      | Platz        | Punkte       | Platz      | Punkte     | Gesamt |
| -------- | ---------------------- | --------- | --------- | ----------- | ----------- | ----------- | ----------- | ----------- | ----------- | ----------- | ----------- | ----------- | ----------- | ------------ | ------------ | ---------- | ---------- | ------ |
| 1        | Anton Ewald            | 2.        | 10        | 2.          | 10          | 3.          | 8           | 2.          | 10          | 2.          | 10          | 4.          | 6           | 3.           | 8            | 4.         | 6          | 68     |
| 2        | Julia Alfrida          | 5.        | 4         | 7.          | 1           | 7.          | 1           | 7.          | 1           | 7.          | 1           | 7.          | 1           | 7.           | 1            | 7.         | 1          | 11     |
| 3        | WAHL feat. SAMI        | 3.        | 8         | 6.          | 2           | 6.          | 2           | 3.          | 8           | 5.          | 4           | 6.          | 2           | 6.           | 2            | 6.         | 2          | 30     |
| 4        | Frida Green            | 7.        | 1         | 3.          | 8           | 5.          | 4           | 5.          | 4           | 3.          | 8           | 3.          | 8           | 4.           | 6            | 3.         | 8          | 47     |
| 5        | Eva Rydberg & Ewa Roos | 6.        | 2         | 4.          | 6           | 4.          | 6           | 6.          | 2           | 6.          | 2           | 2.          | 10          | 1.           | 12           | 1.         | 12         | 52     |
| 6        | Patrik Jean            | 4.        | 6         | 5.          | 4           | 2.          | 10          | 4.          | 6           | 4.          | 6           | 5.          | 4           | 5.           | 4            | 5.         | 4          | 44     |
| 7        | Dotter                 | 1.        | 12        | 1.          | 12          | 1.          | 12          | 1.          | 12          | 1.          | 12          | 1.          | 12          | 2.           | 10           | 2.         | 10         | 92     |

### Drittes Halbfinale
Das dritte Halbfinale (Deltävling 3) fand am 20. Februar 2021 um 20:00 Uhr (MEZ) im Annext in Stockholm statt. 3.188.000 Zuschauer verfolgten das dritte Halbfinale. Dies ist die höchste Zuschauerzahl für das dritte Halbfinale seit 2017. Mit 647.000 Zuschauern beteiligten sich noch nie so viele Zuschauer an einer Abstimmung während eines Halbfinales des Melodifestivalen.
| Platz | Startnr. | Interpret          | Lied Musik (M) und Text (T)                                                                                         | Sprache            | Übersetzung (Inoffiziell)         | Zuschauerstimmen (Televoting & App) | Zuschauerstimmen (Televoting & App) | Zuschauerstimmen (Televoting & App) |
| Platz | Startnr. | Interpret          | Lied Musik (M) und Text (T)                                                                                         | Sprache            | Übersetzung (Inoffiziell)         | Stimmen                             | %                                   | Punkte                              |
| ----- | -------- | ------------------ | --- | ------------------ | --------------------------------- | ----------------------------------- | ----------------------------------- | ----------------------------------- |
| 1.    | 7        | Tusse              | Voices M/T: Joy Deb, Linnea Deb, Jimmy „Joker“ Thörnfeldt, Anderz Wrethov                                           | Englisch           | Stimmen                           | 1.919.353                           | 23,98 %                             | 94                                  |
| 2.    | 1        | Charlotte Perrelli | Still Young M/T: Thomas G:son, Bobby Ljunggren, Erik Bernholm, Charlie Gustavsson                                   | Englisch           | Immer noch jung                   | 1.272.523                           | 15,90 %                             | 62                                  |
| 3.    | 6        | Alvaro Estrella    | Baila baila M/T: Anderz Wrethov, Linnea Deb, Jimmy „Joker“ Thörnfeldt                                               | Spanisch, Englisch | Tanze, tanze                      | 1.193 914                           | 14,92 %                             | 60                                  |
| 4.    | 3        | Klara Hammarström  | Beat Of Broken Hearts M/T: David Kreuger, Fredrik Kempe, Niklas Carson Mattson, Andreas Wijk                        | Englisch           | Herzschlag der gebrochenen Herzen | 1.252 895                           | 15,66 %                             | 58                                  |
| 5.    | 2        | Emil Assergård     | Om allting skiter sig M/T: Emil Assergård, Jimmy Jansson, Jimmy „Joker“ Thörnfeldt, Anderz Wrethov, Johanna Wrethov | Schwedisch         | Wenn alles Scheiße ist            | 0987.458                            | 12,34 %                             | 34                                  |
| 6.    | 4        | Mustasch           | Contagious M/T: Ralf Gyllenhammar, David Johannesson                                                                | Englisch           | Ansteckend                        | 0763.045                            | 9,53 %                              | 18                                  |
| 7.    | 5        | Elisa              | Den du är M/T: Bobby Ljunggren, Ingela Pling Forsman, Elisa Lindstörm                                               | Schwedisch         | Der, der du bist                  | 0613.779                            | 7,67 %                              | 18                                  |

 Kandidat hat sich für das Finale qualifiziert.
 Kandidat hat sich für die Andra Chansen qualifiziert.
| Startnr. | Interpret          | 3–9 Jahre | 3–9 Jahre | 10–15 Jahre | 10–15 Jahre | 16–29 Jahre | 16–29 Jahre | 30–44 Jahre | 30–44 Jahre | 45–59 Jahre | 45–59 Jahre | 60–74 Jahre | 60–74 Jahre | ab 75 Jahren | ab 75 Jahren | Televoting | Televoting | Gesamt |
| Startnr. | Interpret          | Platz     | Punkte    | Platz       | Punkte      | Platz       | Punkte      | Platz       | Punkte      | Platz       | Punkte      | Platz       | Punkte      | Platz        | Punkte       | Platz      | Punkte     | Gesamt |
| -------- | ------------------ | --------- | --------- | ----------- | ----------- | ----------- | ----------- | ----------- | ----------- | ----------- | ----------- | ----------- | ----------- | ------------ | ------------ | ---------- | ---------- | ------ |
| 1        | Charlotte Perrelli | 5.        | 4         | 4.          | 6           | 5.          | 4           | 3.          | 8           | 2.          | 10          | 2.          | 10          | 2.           | 10           | 2.         | 10         | 62     |
| 2        | Emil Assergård     | 4.        | 6         | 5.          | 4           | 3.          | 8           | 5.          | 4           | 6.          | 2           | 6.          | 2           | 6.           | 2            | 4.         | 6          | 34     |
| 3        | Klara Hammarström  | 1.        | 12        | 2.          | 10          | 2.          | 10          | 2.          | 10          | 4.          | 6           | 5.          | 4           | 5.           | 4            | 6.         | 2          | 58     |
| 4        | Mustasch           | 6.        | 2         | 6.          | 2           | 6.          | 2           | 6.          | 2           | 5.          | 4           | 7.          | 1           | 7.           | 1            | 5.         | 4          | 18     |
| 5        | Elisa              | 7.        | 1         | 7.          | 1           | 7.          | 1           | 7.          | 1           | 7.          | 1           | 6.          | 4           | 6.           | 4            | 7.         | 1          | 18     |
| 6        | Alvaro Estrella    | 3.        | 8         | 3.          | 8           | 4.          | 6           | 4.          | 6           | 3.          | 8           | 3.          | 8           | 3.           | 8            | 3.         | 8          | 60     |
| 7        | Tusse              | 2.        | 10        | 1.          | 12          | 1.          | 12          | 1.          | 12          | 1.          | 12          | 1.          | 12          | 1.           | 12           | 1.         | 12         | 94     |

### Viertes Halbfinale
Das vierte Halbfinale (Deltävling 4) fand am 27. Februar 2021 um 20:00 Uhr (MEZ) im Annext in Stockholm statt. 2.953.000 Zuschauer verfolgten das vierte Halbfinale auf SVT 1. Dies ist die höchste Zuschauerzahl für das vierte Halbfinale seit 2017. Insgesamt stimmten 565.705 Zuschauer ab.
| Platz | Startnr. | Interpret          | Lied Musik (M) und Text (T)                                                                      | Sprache              | Übersetzung (Inoffiziell) | Zuschauerstimmen (Televoting & App) | Zuschauerstimmen (Televoting & App) | Zuschauerstimmen (Televoting & App) |
| Platz | Startnr. | Interpret          | Lied Musik (M) und Text (T)                                                                      | Sprache              | Übersetzung (Inoffiziell) | Stimmen                             | %                                   | Punkte                              |
| ----- | -------- | ------------------ | ------------------------------------------------------------------------------------------------ | -------------------- | ------------------------- | ----------------------------------- | ----------------------------------- | ----------------------------------- |
| 1.    | 4        | The Mamas          | In the Middle M/T: Emily Falvey, Robin Stjernberg, Jimmy Jansson                                 | Englisch             | In der Mitte              | 1.550.459                           | 22,28 %                             | 94                                  |
| 2.    | 7        | Eric Saade         | Every Minute M/T: Eric Saade, Linnea Deb, Joy Deb, Jimmy „Joker“ Thörnfeldt                      | Englisch             | Jede Minute               | 1.179.580                           | 16,95 %                             | 72                                  |
| 3.    | 3        | Efraim Leo         | Best Of Me M/T: Efraim Leo, Cornelia Jakobsdotter, Amanda Björkegren, Herman Gardarfve           | Englisch             | Das Beste in mir          | 1.035.821                           | 14,89 %                             | 52                                  |
| 4.    | 6        | Clara Klingenström | Behöver inte dig idag M/T: Clara Klingenström, Bobby Ljunggren, David Lindgren Zacharias         | Schwedisch           | Brauche dich heute nicht  | 0930.002                            | 13,37 %                             | 51                                  |
| 5.    | 1        | Tess Merkel        | Good Life M/T: Tony Malm, Tess Merkel, Palle Hammarlund, Mats Tärnfors                           | Englisch             | Gutes Leben               | 0868.050                            | 12,48 %                             | 40                                  |
| 6.    | 2        | Lovad              | Allting är precis likadant M/T: Mattias Andréasson, Alexander Nike, Love Drevstam, Albin Johnsén | Schwedisch           | Alles ist genau gleich    | 0783.763                            | 11,26 %                             | 21                                  |
| 7.    | 5        | Sannex             | All Inclusive M/T: Greta Svensson, Hans Thorstensson                                             | Schwedisch, Englisch | Alles inklusive           | 0609.909                            | 8,77 %                              | 14                                  |

 Kandidat hat sich für das Finale qualifiziert.
 Kandidat hat sich für die Andra Chansen qualifiziert.
| Startnr. | Interpret          | 3–9 Jahre | 3–9 Jahre | 10–15 Jahre | 10–15 Jahre | 16–29 Jahre | 16–29 Jahre | 30–44 Jahre | 30–44 Jahre | 45–59 Jahre | 45–59 Jahre | 60–74 Jahre | 60–74 Jahre | ab 75 Jahren | ab 75 Jahren | Televoting | Televoting | Gesamt |
| Startnr. | Interpret          | Platz     | Punkte    | Platz       | Punkte      | Platz       | Punkte      | Platz       | Punkte      | Platz       | Punkte      | Platz       | Punkte      | Platz        | Punkte       | Platz      | Punkte     | Gesamt |
| -------- | ------------------ | --------- | --------- | ----------- | ----------- | ----------- | ----------- | ----------- | ----------- | ----------- | ----------- | ----------- | ----------- | ------------ | ------------ | ---------- | ---------- | ------ |
| 1        | Tess Merkel        | 4.        | 6         | 5.          | 4           | 5.          | 4           | 5.          | 4           | 6.          | 4           | 6.          | 4           | 5.           | 4            | 6.         | 4          | 40     |
| 2        | Lovad              | 6.        | 2         | 4.          | 6           | 4.          | 6           | 6.          | 2           | 6.          | 2           | 7.          | 1           | 7.           | 1            | 7.         | 1          | 21     |
| 3        | Efraim Leo         | 2.        | 10        | 3.          | 8           | 3.          | 8           | 3.          | 8           | 5.          | 4           | 5.          | 4           | 4.           | 6            | 5.         | 4          | 52     |
| 4        | The Mamas          | 1.        | 12        | 1.          | 12          | 1.          | 12          | 1.          | 12          | 1.          | 12          | 1.          | 12          | 1.           | 12           | 2.         | 10         | 94     |
| 5        | Sannex             | 5.        | 4         | 7.          | 1           | 7.          | 1           | 7.          | 1           | 7.          | 1           | 6.          | 2           | 6.           | 2            | 6.         | 2          | 14     |
| 6        | Clara Klingenström | 7.        | 1         | 6.          | 2           | 6.          | 2           | 4.          | 6           | 3.          | 8           | 2.          | 10          | 2.           | 10           | 1.         | 12         | 51     |
| 7        | Eric Saade         | 3.        | 8         | 2.          | 10          | 2.          | 10          | 2.          | 10          | 2.          | 10          | 3.          | 8           | 3.           | 8            | 3.         | 8          | 72     |

## Andra Chansen
Andra Chansen fand am 6. März 2021 um 20:00 Uhr (MEZ) im Annext in Stockholm statt. 632.883 Personen beteiligten an der Abstimmung. Dies ist ein neuer Rekord für die Sendung Andra Chansen im Rahmen des Melodifestivalens. In den folgenden Duellen traten acht Interpreten gegeneinander an:
| Duell | Startnr. | Interpret              | Lied Musik (M) und Text (T)                                                                     | Zuschauerstimmen (Televoting & App) | Zuschauerstimmen (Televoting & App) | Zuschauerstimmen (Televoting & App) |  |
| Duell | Startnr. | Interpret              | Lied Musik (M) und Text (T)                                                                     | Stimmen                             | %                                   | Punkte                              |  |
| ----- | -------- | ---------------------- | ----------------------------------------------------------------------------------------------- | ----------------------------------- | ----------------------------------- | ----------------------------------- |  |
| 1     | 1        | Alvaro Estrella        | Baila baila M/T: Anderz Wrethov, Linnea Deb, Jimmy „Joker“ Thörnfeldt                           | 1.365.376                           | 53,99 %                             | 7                                   |  |
| 1     | 2        | Lillasyster            | Pretender M/T: Isak Hallén, Jakob Retter, Martin Westerstrand, Ian Paolo Lira, Palle Hammarlund | 1.163 807                           | 46,01 %                             | 1                                   |  |
|       |          |                        |                                                                                                 |                                     |                                     |                                     |  |
| 2     | 1        | Frida Green            | The Silence M/T: Anna Bergendahl, Bobby Ljunggren, David Lindgren Zacharias, Joy Deb            | 0925.473                            | 43,39 %                             | 1                                   |  |
| 2     | 2        | Paul Rey               | The Missing Piece M/T: Fredrik Sonefors, Laurell Barker, Paul Rey                               | 1.207.581                           | 56,61 %                             | 7                                   |  |
|       |          |                        |                                                                                                 |                                     |                                     |                                     |  |
| 3     | 1        | Eva Rydberg & Ewa Roos | Rena rama ding dong M/T: Gran Sparrdahl, Kalle Rydberg, Ari Lehtonen                            | 1.173.482                           | 47,91 %                             | 3                                   |  |
| 3     | 2        | Clara Klingenström     | Behöver inte dig idag M/T: Clara Klingenström, Bobby Ljunggren, David Lindgren Zacharias        | 1.276.040                           | 52,09 %                             | 5                                   |  |
|       |          |                        |                                                                                                 |                                     |                                     |                                     |  |
| 4     | 1        | Klara Hammarström      | Beat Of Broken Hearts M/T: David Kreuger, Fredrik Kempe, Niklas Carson Mattson, Andreas Wijk    | 1.139.262                           | 55,63 %                             | 8                                   |  |
| 4     | 2        | Efraim Leo             | Best Of Me M/T: Efraim Leo, Cornelia Jakobsdotter, Amanda Björkegren, Herman Gardarfve          | 0908.611                            | 44,37 %                             | 0                                   |  |

 Kandidat hat sich für das Finale qualifiziert.
| Startnr. | Interpret              | 3–9 Jahre | 3–9 Jahre | 10–15 Jahre | 10–15 Jahre | 16–29 Jahre | 16–29 Jahre | 30–44 Jahre | 30–44 Jahre | 45–59 Jahre | 45–59 Jahre | 60–74 Jahre | 60–74 Jahre | ab 75 Jahren | ab 75 Jahren | Televoting | Televoting | Gesamt |
| Startnr. | Interpret              | Platz     | Punkte    | Platz       | Punkte      | Platz       | Punkte      | Platz       | Punkte      | Platz       | Punkte      | Platz       | Punkte      | Platz        | Punkte       | Platz      | Punkte     | Gesamt |
| -------- | ---------------------- | --------- | --------- | ----------- | ----------- | ----------- | ----------- | ----------- | ----------- | ----------- | ----------- | ----------- | ----------- | ------------ | ------------ | ---------- | ---------- | ------ |
| 1        | Alvaro Estrella        | 1.        | 1         | 1.          | 1           | 1.          | 1           | 1.          | 1           | 1.          | 1           | 1.          | 1           | 1.           | 1            | 2.         | 0          | 7      |
| 2        | Lillasyster            | 2.        | 0         | 2.          | 0           | 2.          | 0           | 2.          | 0           | 2.          | 0           | 2.          | 0           | 2.           | 0            | 1.         | 1          | 1      |
| 1        | Frida Green            | 2.        | 0         | 2.          | 0           | 2.          | 0           | 2.          | 0           | 2.          | 0           | 2.          | 0           | 2.           | 0            | 1.         | 1          | 1      |
| 2        | Paul Rey               | 1.        | 1         | 1.          | 1           | 1.          | 1           | 1.          | 1           | 1.          | 1           | 1.          | 1           | 1.           | 1            | 2.         | 0          | 7      |
| 1        | Eva Rydberg & Ewa Roos | 1.        | 1         | 1.          | 1           | 1.          | 1           | 2.          | 0           | 2.          | 0           | 2.          | 0           | 2.           | 0            | 2.         | 0          | 3      |
| 2        | Clara Klingenström     | 2.        | 0         | 2.          | 0           | 2.          | 0           | 1.          | 1           | 1.          | 1           | 1.          | 1           | 1.           | 1            | 1.         | 1          | 5      |
| 1        | Klara Hammarström      | 1.        | 1         | 1.          | 1           | 1.          | 1           | 1.          | 1           | 1.          | 1           | 1.          | 1           | 1.           | 1            | 1.         | 1          | 8      |
| 2        | Efraim Leo             | 2.        | 0         | 2.          | 0           | 2.          | 0           | 2.          | 0           | 2.          | 0           | 2.          | 0           | 2.           | 0            | 2.         | 0          | 0      |

## Finale
Das Finale (Finalen) fand am 13. März 2021 um 20:00 Uhr (MEZ) statt. Entgegen ursprünglicher Planung wurde Belarus nicht  Teil der internationalen Jury. Das Vereinigte Königreich ersetzte es. Als Grund für den Wechsel nannte das SVT die aktuelle Situation in Belarus. Ob der Wechsel auch im Zusammenhang mit dem kontrovers diskutierten Beitrag von Belarus steht, ist nicht bekannt. Tusse gewann sowohl das Juryvoting als auch das anschließende Televoting. Mit einer Punktzahl von 96 Punkten erreichte er im Televoting die höchst mögliche Punktzahl. Dies gelang vor ihm noch keinem anderen Interpreten seit der Einführung der neuen Punkteregelung im Jahr 2018.
| Platz | Startnr. | Interpret          | Lied Musik (M) und Text (T)                                                                  | Sprache              | FR | AL | IS | IL | GB | CH | CY | NL | Jury Gesamt | Zuschauerstimmen (Televoting & App) | Zuschauerstimmen (Televoting & App) | Zuschauerstimmen (Televoting & App) | Gesamt |
| Platz | Startnr. | Interpret          | Lied Musik (M) und Text (T)                                                                  | Sprache              | FR | AL | IS | IL | GB | CH | CY | NL | Jury Gesamt | Stimmen                             | %                                   | Punkte                              | Gesamt |
| --- | -------- | ------------------ | -------------------------------------------------------------------------------------------- | -------------------- | -- | -- | -- | -- | -- | -- | -- | -- | ----------- | ----------------------------------- | ----------------------------------- | ----------------------------------- | ------ |
| 01. | 07       | Tusse              | Voices M/T: Joy Deb, Linnea Deb, Jimmy „Joker“ Thörnfeldt, Anderz Wrethov                    | Englisch             | 12 | 10 | 12 | 10 | 7  | 12 | 4  | 12 | 79          | 2.964.269                           | 17,70 %                             | 96                                  | 175    |
| 02. | 10       | Eric Saade         | Every Minute M/T: Eric Saade, Linnea Deb, Joy Deb, Jimmy „Joker“ Thörnfeldt                  | Englisch             | 4  | 8  | 5  | 12 | 8  | 10 | 12 | 10 | 69          | 1.471.324                           | 8,78 %                              | 49                                  | 118    |
| 03. | 04       | The Mamas          | In the Middle M/T: Emily Falvey, Robin Stjernberg, Jimmy Jansson                             | Englisch             | 6  | 6  | 6  | 4  | 12 | 8  | 1  | 7  | 50          | 1.646.198                           | 9,83 %                              | 56                                  | 106    |
| 04. | 11       | Dotter             | Little Tot M/T: Johanna „Dotter“ Jansson, Dino Medanhodzic                                   | Englisch             | 7  | 12 | 4  | 6  | 10 | 7  | 8  | 3  | 57          | 1.488.599                           | 8,89 %                              | 48                                  | 105    |
| 05. | 09       | Clara Klingenström | Behöver inte dig idag M/T: Clara Klingenström, Bobby Ljunggren, David Lindgren Zacharias     | Schwedisch           | 10 | 7  | 10 | 5  | 2  | –  | 3  | 2  | 39          | 1.455.605                           | 8,69 %                              | 52                                  | 091    |
| 06. | 02       | Klara Hammarström  | Beat Of Broken Hearts M/T: David Kreuger, Fredrik Kempe, Niklas Carson Mattson, Andreas Wijk | Englisch             | 8  | 4  | 8  | 8  | 4  | 5  | 2  | 4  | 43          | 1.341.566                           | 8,00 %                              | 36                                  | 079    |
| 07. | 01       | Danny Saucedo      | Dandi Dansa M/T: Danny Saucedo, Karl-Johan Råsmark                                           | Schwedisch, Englisch | 3  | 3  | 7  | 3  | 6  | 6  | 6  | 5  | 39          | 1.309.741                           | 7,82 %                              | 35                                  | 074    |
| 08. | 06       | Charlotte Perrelli | Still Young M/T: Thomas G:son, Bobby Ljunggren, Erik Bernholm, Charlie Gustavsson            | Englisch             | 5  | 1  | 3  | 7  | 5  | 1  | 10 | –  | 32          | 1.016.557                           | 6,09 %                              | 28                                  | 060    |
| 09. | 12       | Arvingarna         | Tänker inte alls gå hem M/T: Stefan Brunzell, Nanne Grönvall, Thomas G:son, Bobby Ljunggren  | Schwedisch           | –  | –  | –  | –  | 3  | 4  | 7  | 8  | 22          | 923.022                             | 5,51 %                              | 22                                  | 044    |
| 10. | 08       | Alvaro Estrella    | Baila baila M/T: Anderz Wrethov, Linnea Deb, Jimmy „Joker“ Thörnfeldt                        | Spanisch, Englisch   | –  | –  | 1  | –  | 1  | –  | 5  | –  | 07          | 1.071.188                           | 6,39 %                              | 19                                  | 026    |
| 11. | 03       | Anton Ewald        | New Religion M/T: Jonas Wallin, Joe Killington, Anton Ewald, Maja Strömstedt                 | Englisch             | 2  | 2  | –  | 2  | –  | 2  | –  | 1  | 09          | 1.066.340                           | 6,37 %                              | 16                                  | 025    |
| 12. | 05       | Paul Rey           | The Missing Piece M/T: Fredrik Sonefors, Laurell Barker, Paul Rey                            | Englisch             | 1  | 5  | 2  | 1  | –  | 3  | –  | 6  | 18          | 998.030                             | 5,96 %                              | 07                                  | 025    |
| Jury-Punktesprecher |          |                    |                                                                                              |                      |    |    |    |    |    |    |    |    |             |                                     |                                     |                                     |        |
| - – Bruno Berberes - – Kleart Duraj - – Felix Bergsson - – Tali Eskholi - – Simon Proctor - – ZiBBZ - – Alexia Moutafidou - – Lars Lourenco |          |                    |                                                                                              |                      |    |    |    |    |    |    |    |    |             |                                     |                                     |                                     |        |

| Startnr. | Interpret          | 3–9 Jahre | 3–9 Jahre | 10–15 Jahre | 10–15 Jahre | 16–29 Jahre | 16–29 Jahre | 30–44 Jahre | 30–44 Jahre | 45–59 Jahre | 45–59 Jahre | 60–74 Jahre | 60–74 Jahre | ab 75 Jahren | ab 75 Jahren | Televoting | Televoting | Gesamt |
| Startnr. | Interpret          | Platz     | Punkte    | Platz       | Punkte      | Platz       | Punkte      | Platz       | Punkte      | Platz       | Punkte      | Platz       | Punkte      | Platz        | Punkte       | Platz      | Punkte     | Gesamt |
| -------- | ------------------ | --------- | --------- | ----------- | ----------- | ----------- | ----------- | ----------- | ----------- | ----------- | ----------- | ----------- | ----------- | ------------ | ------------ | ---------- | ---------- | ------ |
| 01       | Danny Saucedo      | 2.        | 10        | 5.          | 6           | 5.          | 6           | 7.          | 4           | 7.          | 4           | 10.         | 1           | 10.          | 1            | 8.         | 3          | 35     |
| 02       | Klara Hammarström  | 3.        | 8         | 3.          | 8           | 6.          | 5           | 6.          | 5           | 8.          | 3           | 9.          | 2           | 8.           | 3            | 9.         | 2          | 36     |
| 03       | Anton Ewald        | 4.        | 7         | 4.          | 7           | 8.          | 3           | 9.          | 2           | 12.         | 0           | 12.         | 0           | 12.          | 0            | 11.        | 0          | 16     |
| 04       | The Mamas          | 8.        | 3         | 2.          | 10          | 2.          | 10          | 2.          | 10          | 4.          | 7           | 5.          | 6           | 5.           | 6            | 7.         | 4          | 56     |
| 05       | Paul Rey           | 9.        | 2         | 8.          | 3           | 9.          | 2           | 11.         | 0           | 11.         | 0           | 11.         | 0           | 11.          | 0            | 12.        | 0          | 07     |
| 06       | Charlotte Perrelli | 11.       | 0         | 11.         | 0           | 12.         | 0           | 10.         | 1           | 6.          | 5           | 3.          | 8           | 3.           | 8            | 5.         | 6          | 28     |
| 07       | Tusse              | 1.        | 12        | 1.          | 12          | 1.          | 12          | 1.          | 12          | 1.          | 12          | 1.          | 12          | 1.           | 12           | 1.         | 12         | 96     |
| 08       | Alvaro Estrella    | 6.        | 5         | 9.          | 2           | 10.         | 1           | 8.          | 3           | 9.          | 2           | 8.          | 3           | 9.           | 2            | 10.        | 1          | 26     |
| 09       | Clara Klingenström | 10.       | 1         | 10.         | 1           | 7.          | 4           | 5.          | 6           | 2.          | 10          | 2.          | 10          | 2.           | 10           | 2.         | 10         | 52     |
| 10       | Eric Saade         | 7.        | 4         | 6.          | 5           | 4.          | 7           | 4.          | 7           | 3.          | 8           | 6.          | 5           | 6.           | 5            | 3.         | 8          | 49     |
| 11       | Dotter             | 5.        | 6         | 4.          | 7           | 3.          | 8           | 3.          | 8           | 5.          | 6           | 7.          | 4           | 7.           | 4            | 6.         | 5          | 48     |
| 12       | Arvingarna         | 12.       | 0         | 12.         | 0           | 11.         | 0           | 12.         | 0           | 10.         | 1           | 4.          | 7           | 4.           | 7            | 4.         | 7          | 22     |

## Übertragung
Alle sechs Sendungen werden von den öffentlichen-rechtlichen Fernsehsendern SVT 1, SVT 24 (Gebärdensprache) und dem Video-on-Demand-Dienst SVT Play übertragen. Auch die finnischen Sender Yle TV1 und Yle Areena übertragen die Sendung. Yle TV1 überträgt die Sendung mit finnischem Kommentar. Yle Teema & Fem überträgt die Sendungen zeitversetzt am nächsten Sonntagmorgen. Jede Sendung wird auch im Radioprogramm Sveriges Radio P4 übertragen. Das Finale wird zusätzlich im isländischen Fernsehen von Ríkisútvarpið übertragen. Erstmals wird das Finale über SVT Play auch mit einem englischen Kommentar anschaubar sein. Das Kommentieren übernehmen dabei Bella Qvist aus Schweden und Olivia Le Poidevin aus dem Vereinigten Königreich.
| Sendung       | Sendedatum                  | Sender | Kandidaten |
| ------------- | --------------------------- | --- | ---------- |
| Deltävling 1  | 6. Februar 2021, 20:00 Uhr  | , (Gebärdensprache), (Finnischer Kommentar: Christian Bertell), (Kommentar: Carolina Norén)                                                                            | 07         |
| Deltävling 2  | 13. Februar 2021, 20:00 Uhr | , (Gebärdensprache), (Finnischer Kommentar: Christian Bertell), (Kommentar: Carolina Norén)                                                                            | 07         |
| Deltävling 3  | 20. Februar 2021, 20:00 Uhr | , (Gebärdensprache), (Finnischer Kommentar: Christian Bertell), (Kommentar: Carolina Norén)                                                                            | 07         |
| Deltävling 4  | 27. Februar 2021, 20:00 Uhr | , (Gebärdensprache), (Finnischer Kommentar: Christian Bertell), (Kommentar: Carolina Norén)                                                                            | 07         |
| Andra Chansen | 6. März 2021, 20:00 Uhr     | , (Gebärdensprache), (Finnischer Kommentar: Christian Bertell), (Kommentar: Carolina Norén)                                                                            | 08         |
| Finalen       | 13. März 2021, 20:00 Uhr    | , (Gebärdensprache), (Englischer Kommentar: Bella Qvist & Olivia Le Poidevin), (Finnischer Kommentar: Christian Bertell), (Kommentar: Carolina Norén & Björn Kjellman) | 12         |